# شهرستان آرما
شهرستان آرما (به انگلیسی: County Armagh) یک شهرستان ایرلند شمالی در بریتانیا است که در اولستر واقع شده‌است.

## خصوصیات
شهرستان آرما ۱٬۳۲۶ کیلومترمربع مساحت و ۱۷۴٬۷۹۲ نفر جمعیت دارد.

## نگارخانه

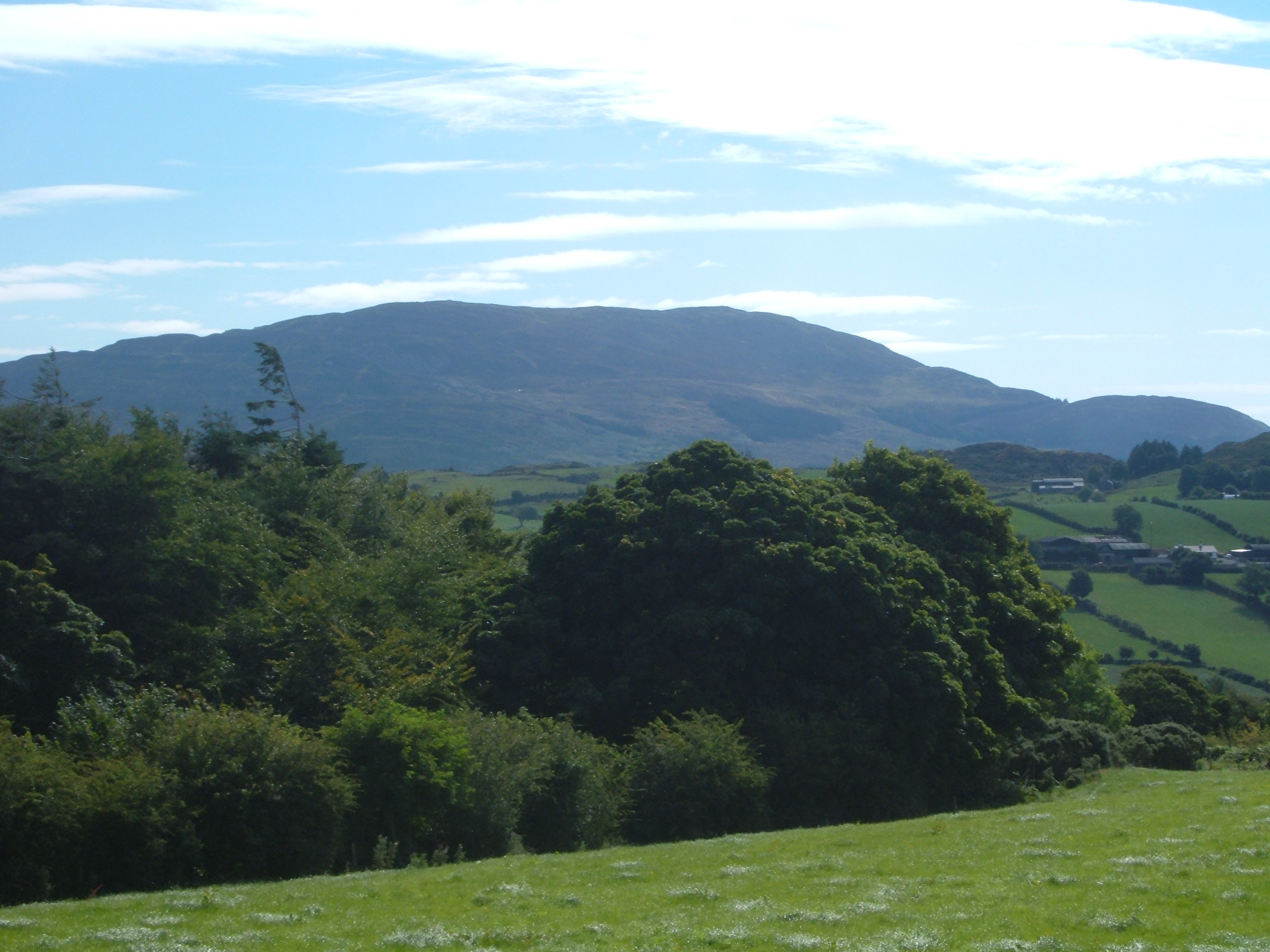
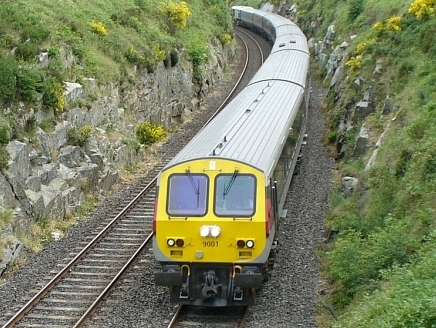
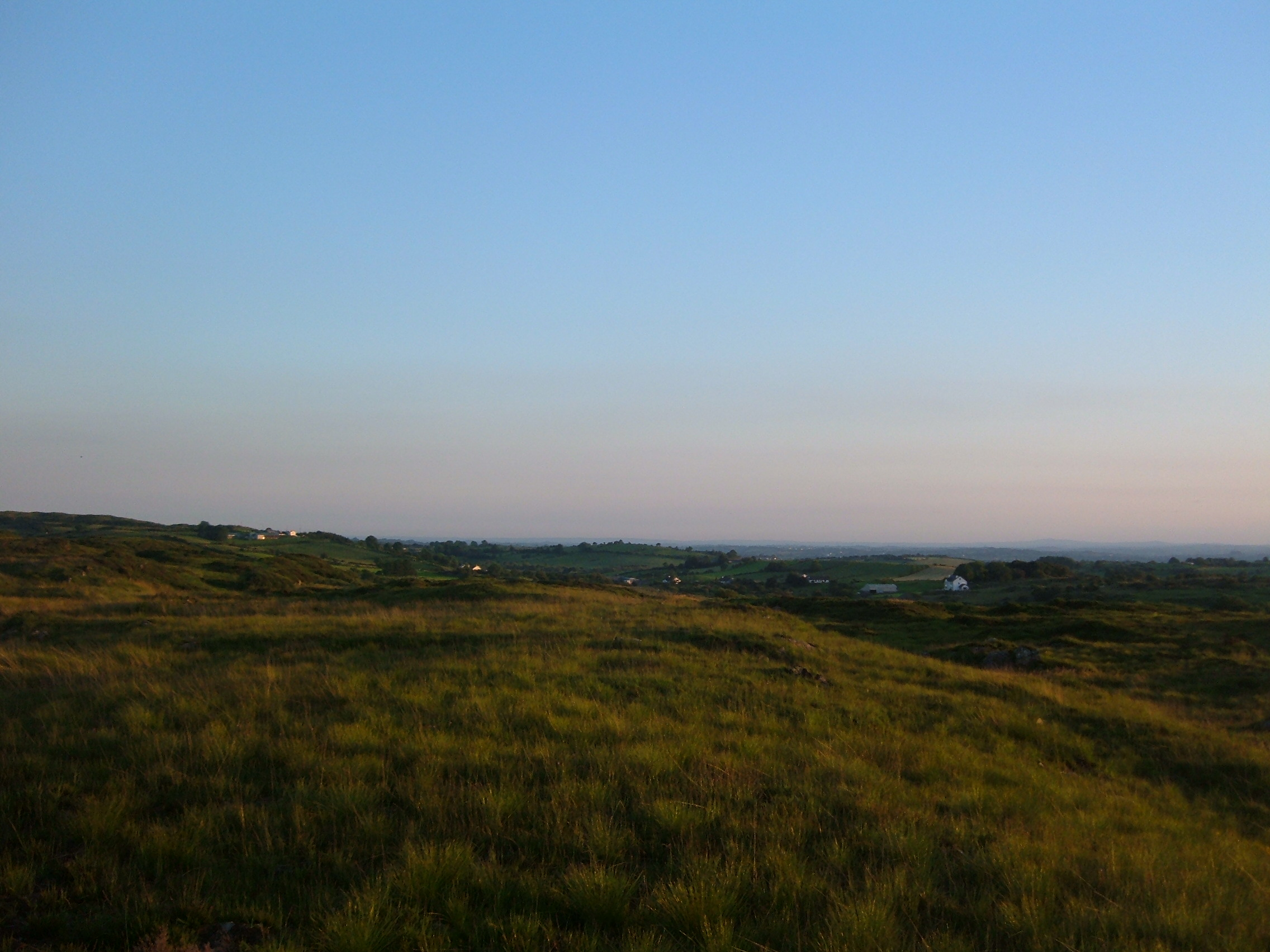
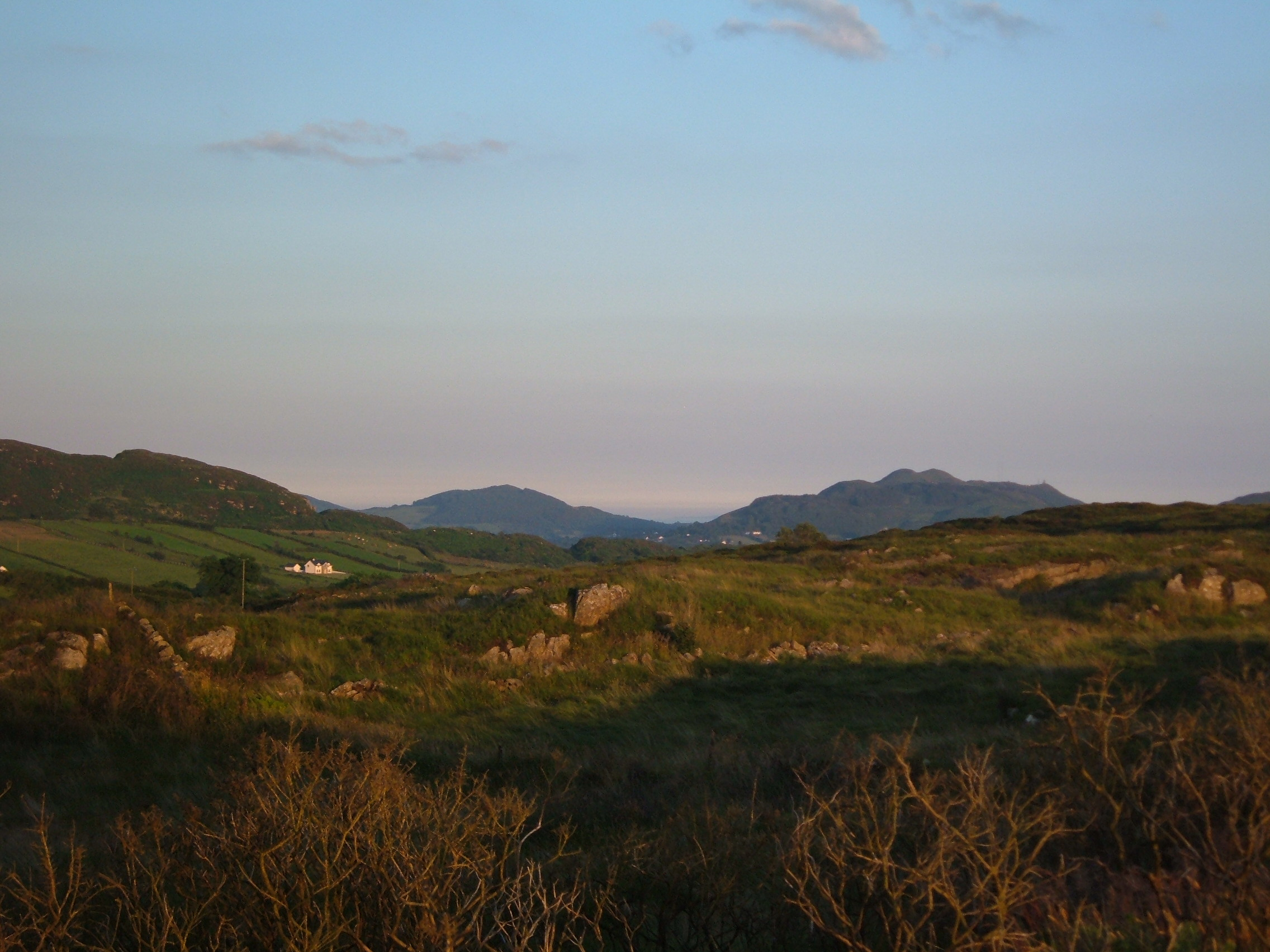
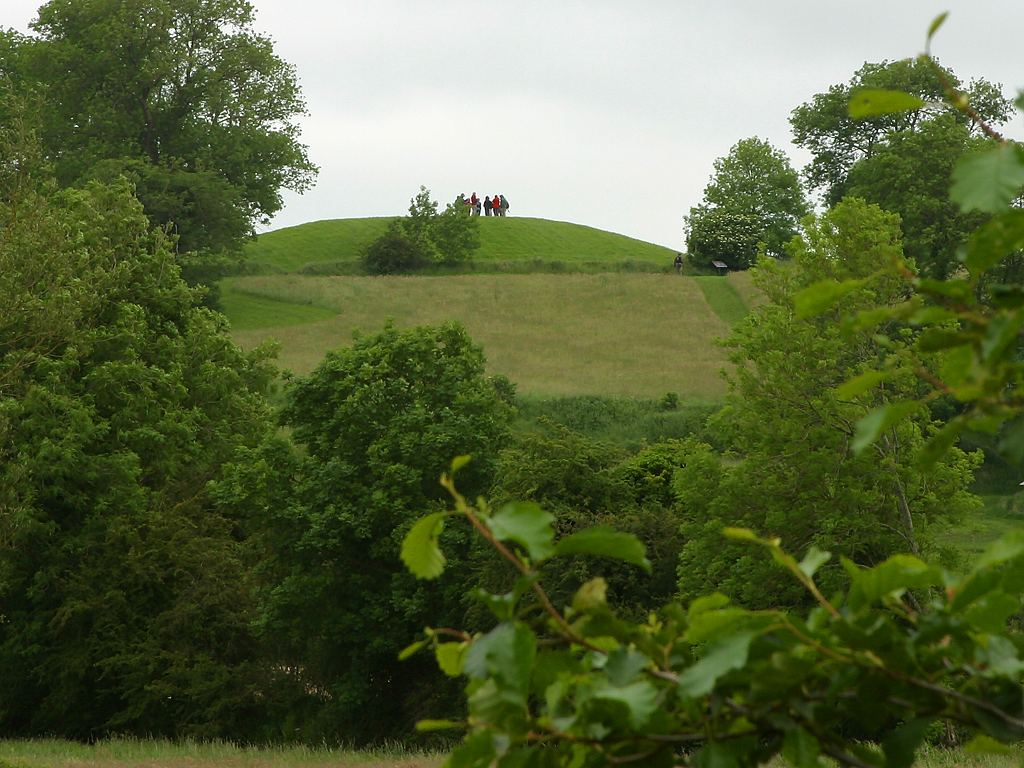
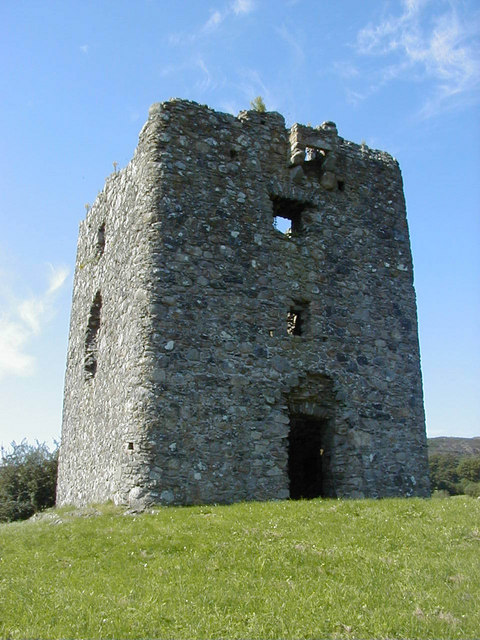
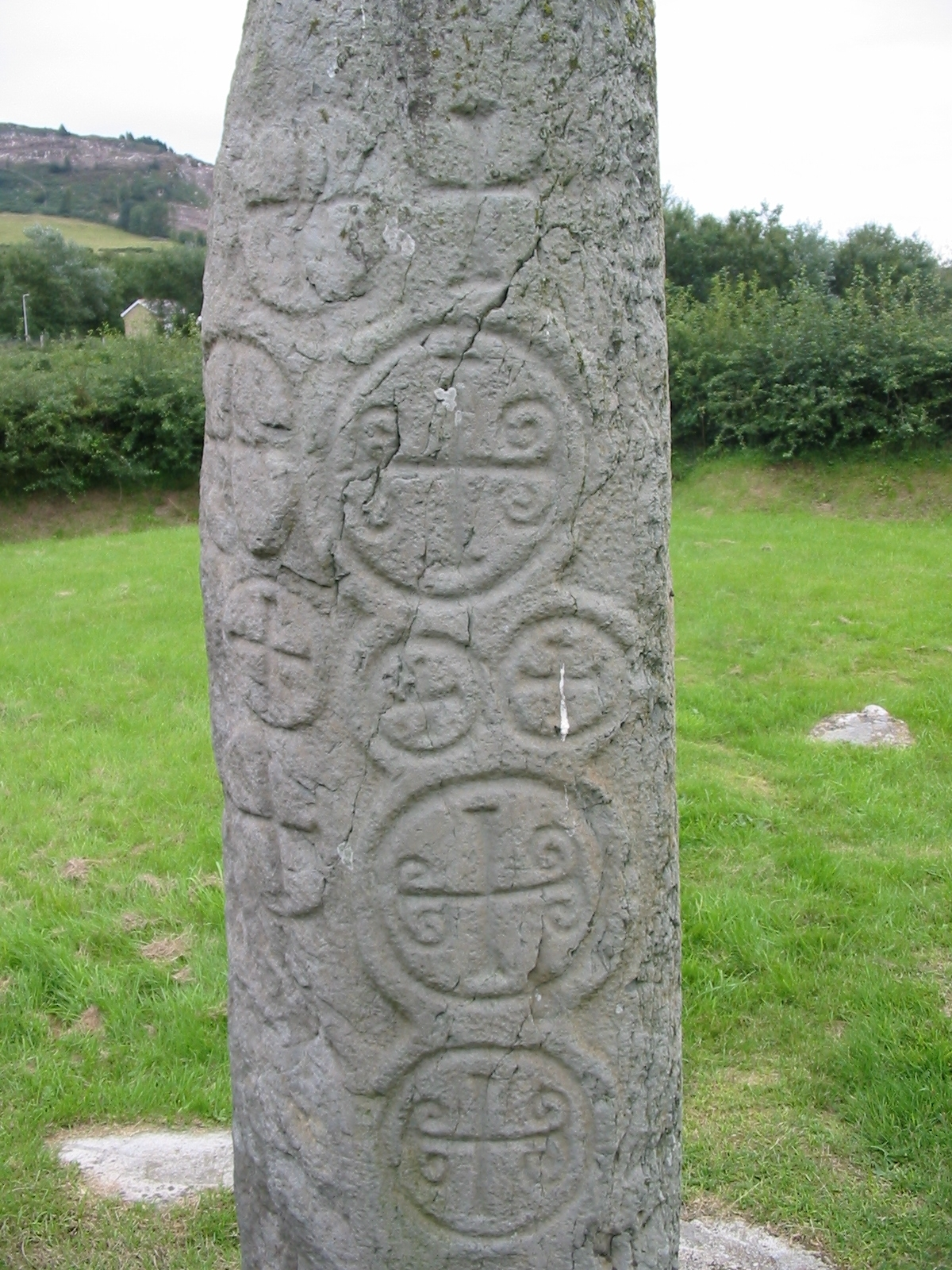
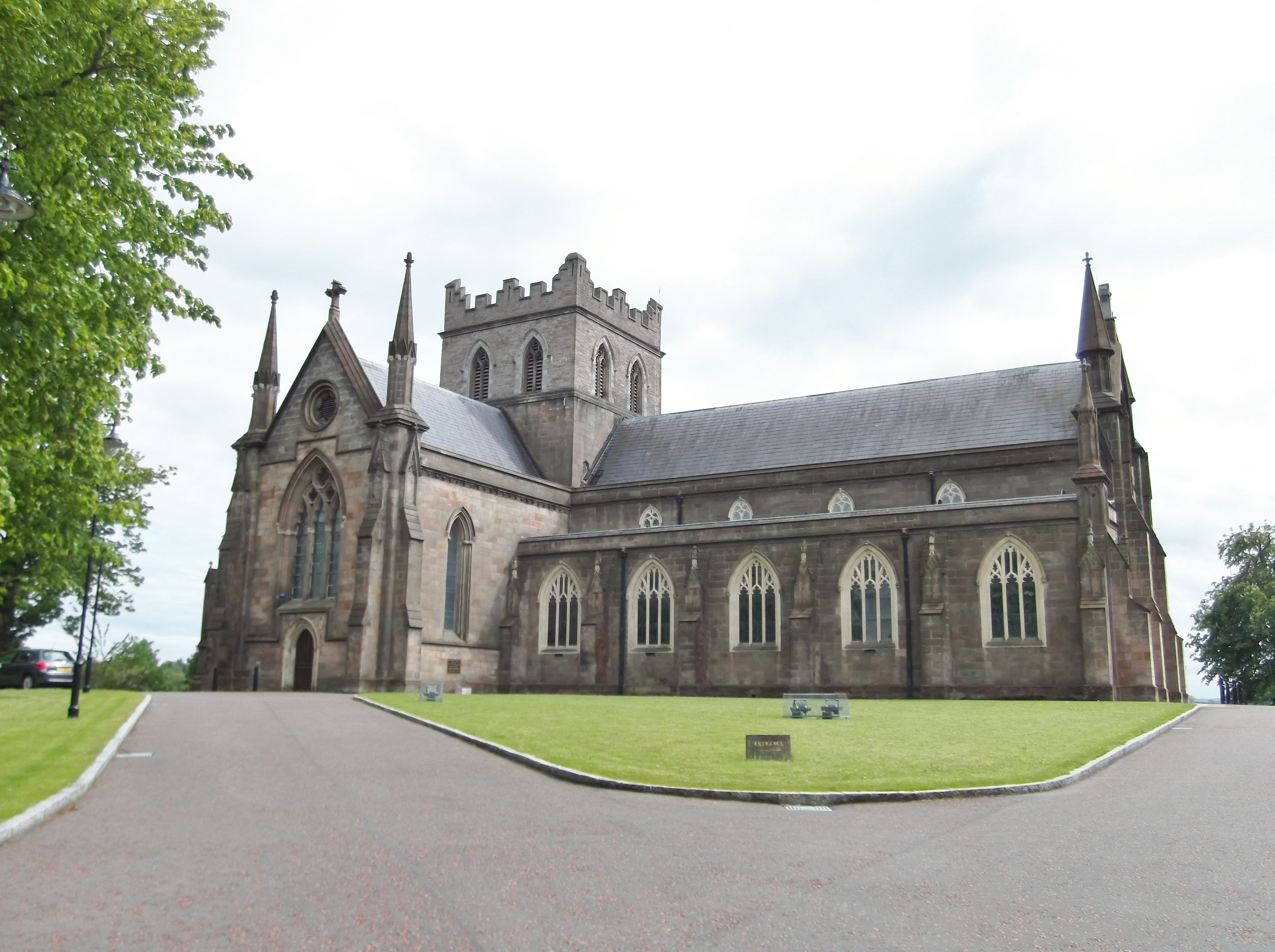
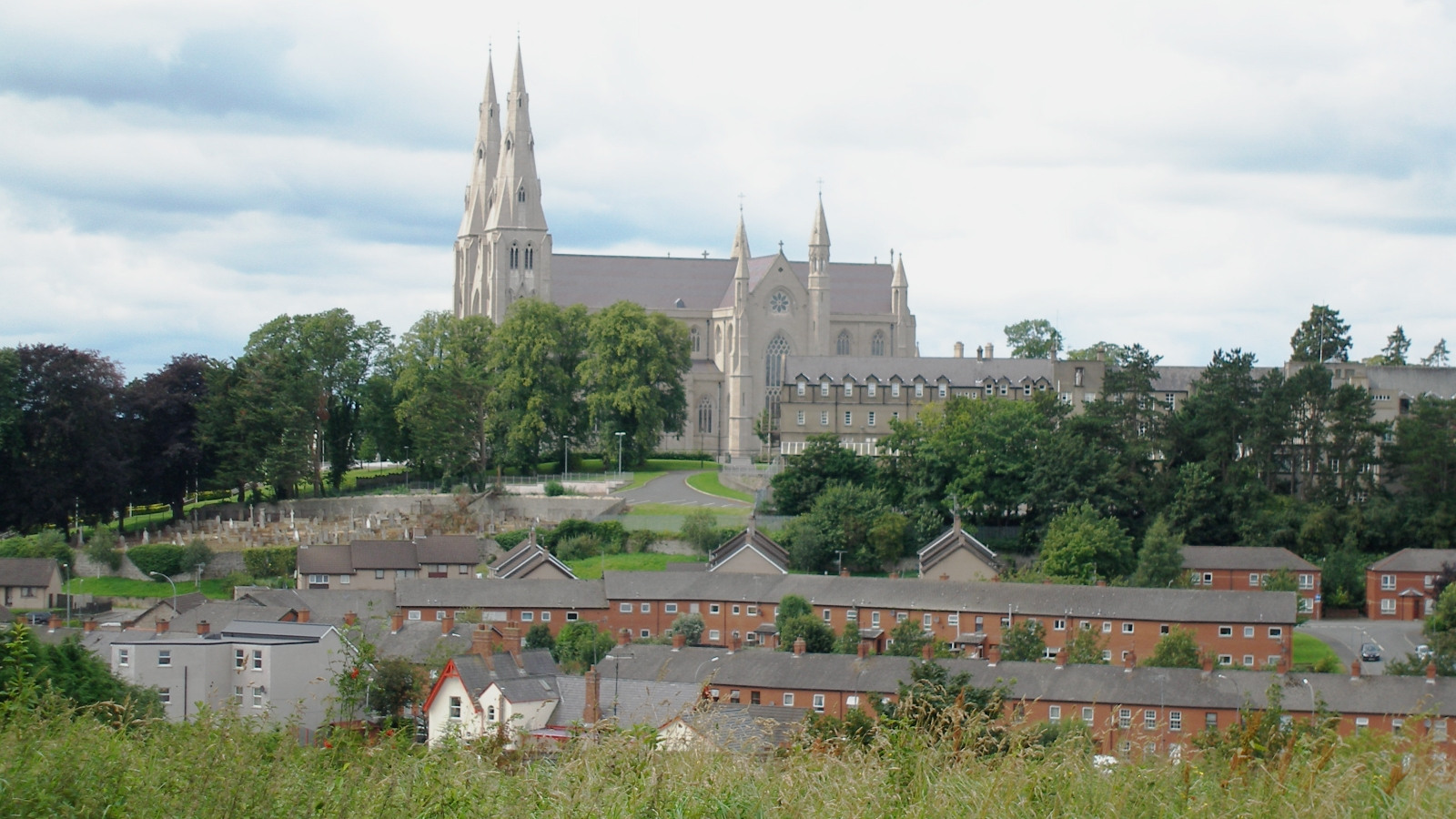
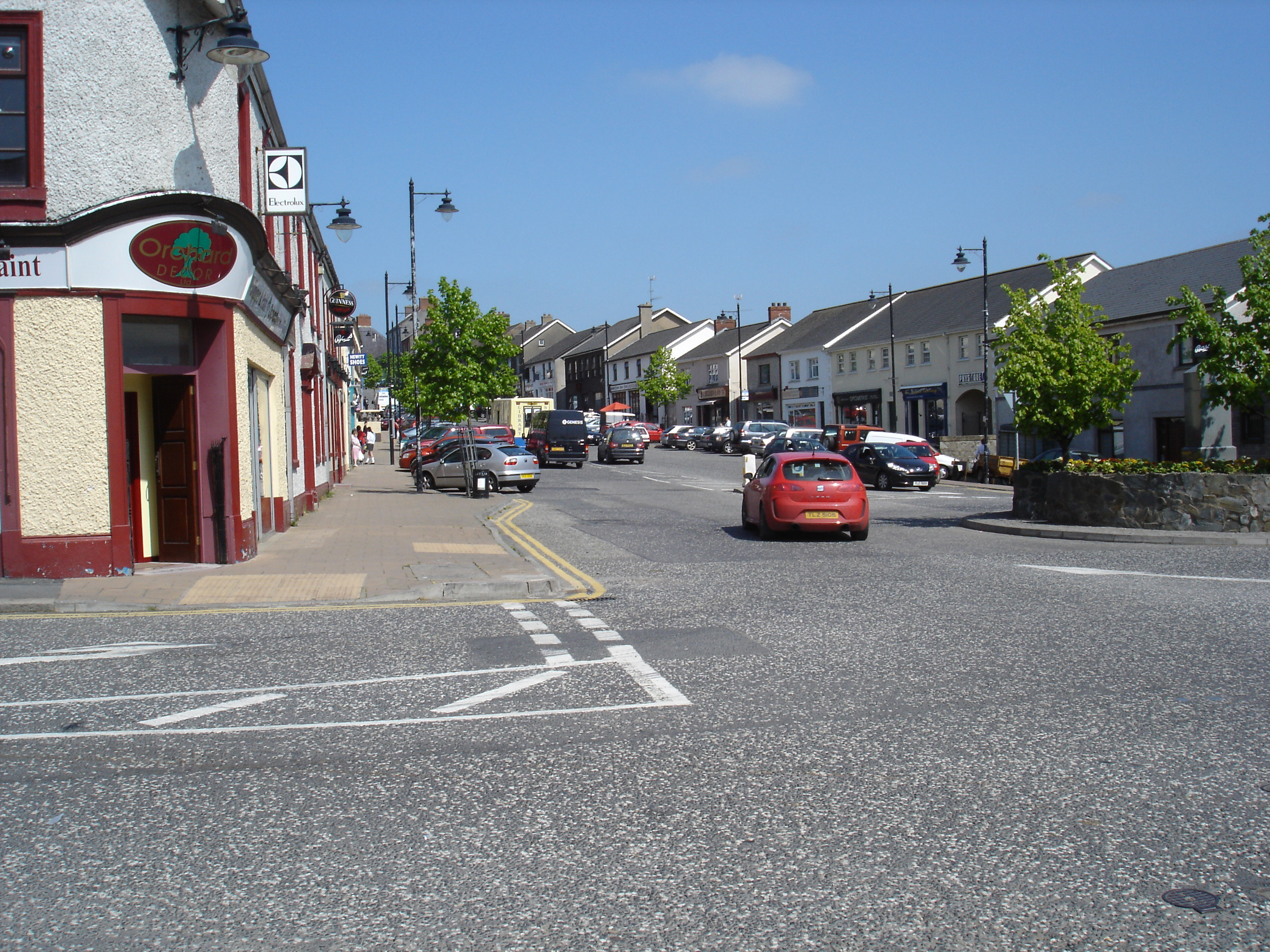
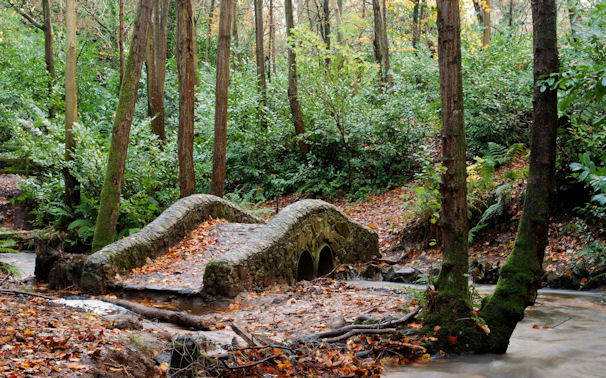
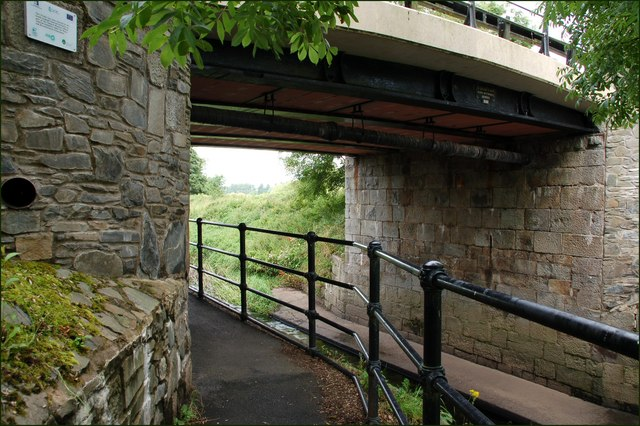
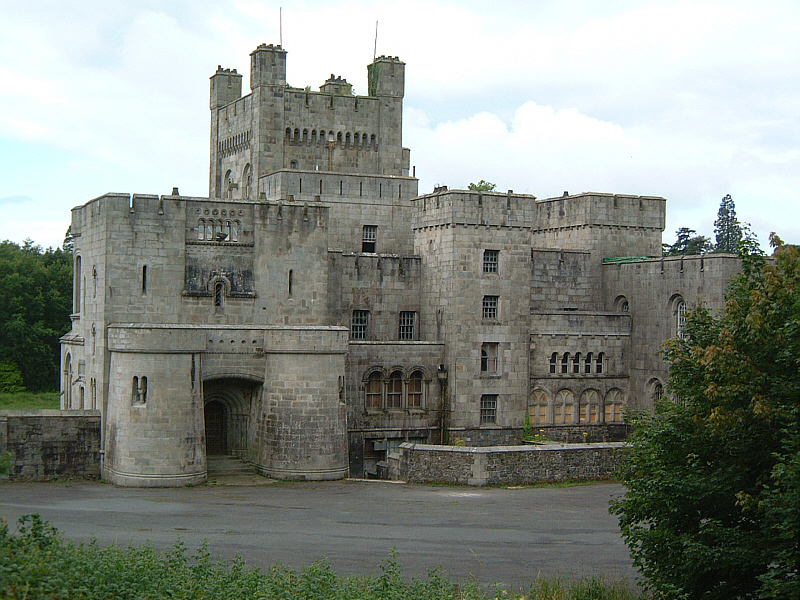